# Niepotrzebni mogą odejść
Niepotrzebni mogą odejść (ang. Odd Man Out) – brytyjski film fabularny z 1947 roku w reżyserii Carola Reeda.

## Fabuła
Podziemna organizacja irlandzka, której przywódcą jest Johnny McQueen (James Mason), planuje napad na bank, aby zdobyć środki na swoją działalność. Niestety, podczas nocnego napadu McQueen zabija człowieka i sam zostaje postrzelony. Musi uciekać, zwłaszcza że policja, która chce schwytać jego i pozostałych członków grupy, rozpoczyna zakrojoną na szeroką skalę obławę. Bohater błąka się więc po mieście, szukając pomocy, ale nikt nie chce jej udzielić. Nikt nie zamierza ryzykować dla człowieka ściganego przez prawo, który wcześniej był więźniem politycznym.

## Obsada
- James Mason jako Johnny McQueen
- Robert Newton jako Lukey
- Kathleen Ryan jako Kathleen
- Robert Beatty jako Dennis
- Cyril Cusack jako Pat
- Denis O’Dea jako komisarz policji
- William Hartnell jako Fencie
- Peter Judge jako Theresa O’Brien[2]

## Nagrody i nominacje
Oscar 1948:
- nominacja w kategorii Najlepszy Montaż

BAFTA 1948:
- wygrana w kategorii Najlepszy film brytyjski

MFF w Wenecji:
- nominacja do nagrody Złoty Lew

National Board of Review:
- nominacja w kategorii Najlepszy film roku[3]